# Araneus celebensis
Araneus celebensis is een spinnensoort uit de familie van de wielwebspinnen (Araneidae).
De wetenschappelijke naam van de soort werd in 1911 gepubliceerd door P. Merian.